# مهین گرجی
مهین گرجی (زاده آبادان) روزنامه‌نگار و خبرنگار رادیو فردا بود.

## زندگی‌نامه
مهین گرجی، نخستین خبرنگار ورزشی در حوزه ورزش زنان در بعد از انقلاب بود. ۲۹ سپتامبر ۲۰۰۹ وی که گزارشگر سیاسی رادیو فردا بود، در سانحه‌ای رانندگی در پراگ به همراه امیر زمانی فر و رزا آژیری که کشته شدند، دچار صدمه شد و به کما فرورفت.
گرجی نخستین خبرنگار ورزشی زن ایرانی است که توانست پس از انقلاب ایران اجازه حضور در استادیوم ملی ایران را به دست آورد. گزارش روزنامه او دربارهٔ میا هام، بازیکن ستاره فوتبال زنان آمریکا بازتاب زیادی در رسانه‌های ایرانی و خارجی داشت.
او خود بازیکن والیبال بود و خبرنگاری ورزشی را در اوایل دهه ۷۰ با هفته‌نامه ابرار ورزشی شروع کرد که بعداً نخستین روزنامه ورزشی در ایران شد. گرجی یکی از نخستین روزنامه‌نگاران حوزه ورزش زنان در ایران است، هر چند که تا قبل از آن نیز بودند زنانی که خبرنگار ورزش مردان باشند. در آن زمان اخبار ورزش زنان در ایران پوشش داده نمی‌شد و سردبیران مطبوعات نیز بدان بها نداده و جایی برای ورزش زنان در نظر نمی‌گرفتند. عدم امکان انتشار گزارش تصویری و نبود خبرنگار ورزشی که قلم تصویری نیز داشته باشد (که بتواند نبود عکس را جبران کند) بر مشکل می‌افزود. به گفته خودش «ادامه دادن به ورزش زنان با این فرمول‌ها امکان ندارد. گشتن در یک دور باطل است.» «من برای اینکه این فرم را بهم بریزم و بتوانم اخبار دخترانمان را که با هزار و یک مشکل می‌آمدند و جان می‌کندند، پوشش بدهم، تصمیم به ورزش زنان نویسی گرفتم. راستش من اصولاً از جنگیدن لذت می‌برم و کار کردن در حوزه زنان که پر از پارادکس‌های مختلف بود، به من انرژی می‌داد.» وی در بهمن ۱۳۸۵ به رادیو فردا پیوست. مهین گرجی در ۵ دی ماه ۱۳۸۸ در اثر سانحه رانندگی و پس از ۳ ماه کما درگذشت.